# Casino Gran Madrid

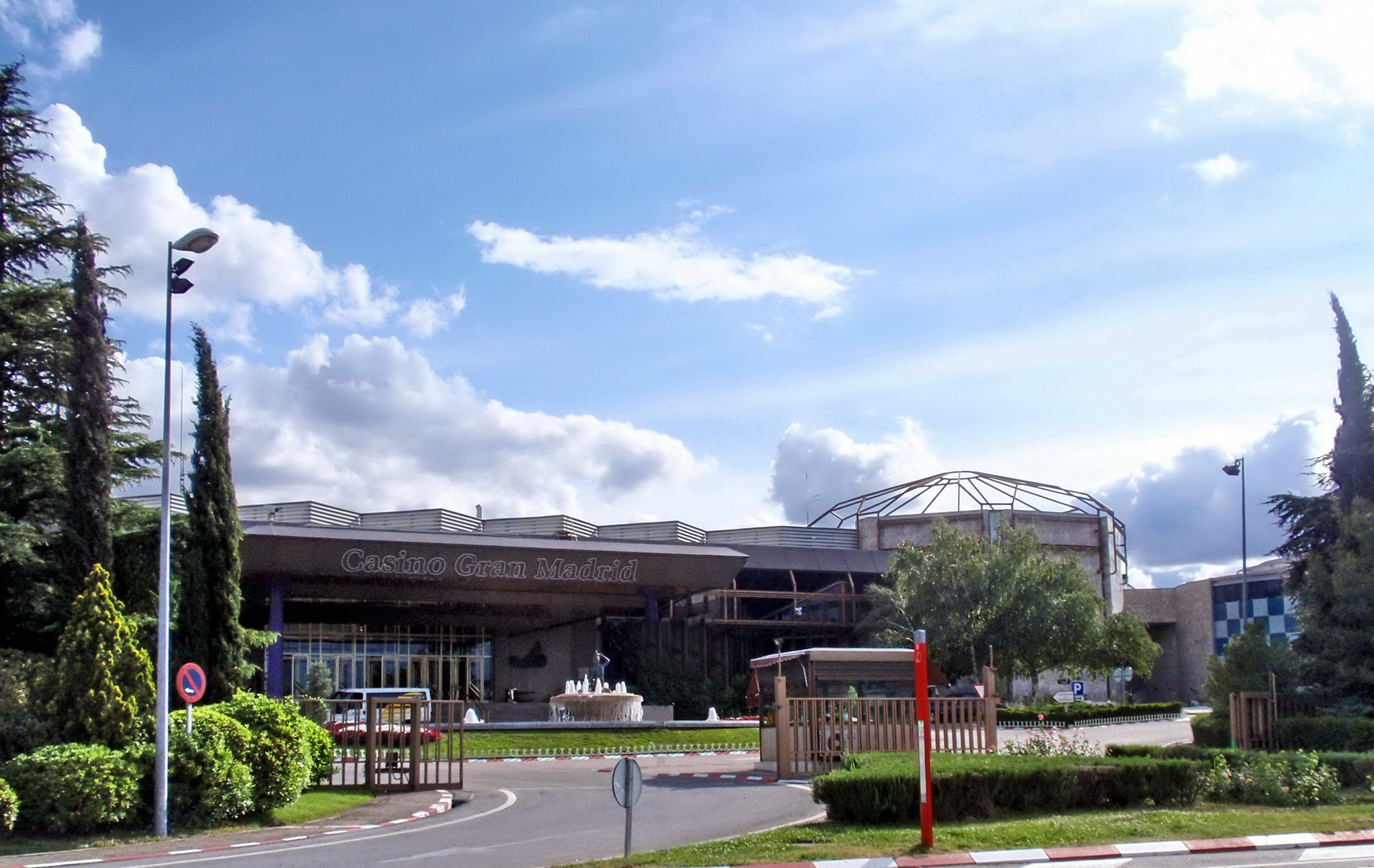
Casino Gran Madrid de Torrelodones.

Gran Madrid es un grupo de casinos de España. Cuenta con sedes: Casino Torrelodones, Casino Colón, Casino Torrequebrada y, además, opera en línea bajo el nombre Gran Madrid Casino Online. Por su parte, Gran Madrid Casino Torrelodones es un casino de juego situado a la altura del kilómetro 29 de la A-6, en el término municipal español de Torrelodones, Madrid, en el paraje conocido como Los Llanos. Es el primer casino de España en número de visitas. Según la Comisión Nacional del Juego, dependiente del Ministerio del Interior, la cifra anual de visitantes se ha mantenido, entre 1997 y 2004, por encima del medio millón, con las excepciones de los años 2002 y 2003, cuando se alcanzaron 487 268 y 486 060 visitas, respectivamente. En sus 25 primeros años de actividad (1981-2006), recibió la visita de 14,5 millones de personas.

## Historia
Tras la prohibición del juego durante el franquismo, en 1977 se publicó un decreto por el que se autorizaba la instalación de 18 casinos en España, uno de ellos en la Comunidad de Madrid. En 1978, la localidad de Torrelodones fue elegida para la construcción del casino correspondiente a la región madrileña, pero, poco después, el Ministerio del Interior denegó esta designación. Durante el mandato del Alcalde de Torrelodones, Serapio Calvo Miguel, otros municipios madrileños (entre ellos, San Lorenzo de El Escorial) pugnaron entonces por albergar las instalaciones del casino, pero finalmente los litigios se resolvieron a favor de Torrelodones, en el año 1980. El Casino Gran Madrid fue inaugurado oficialmente el 14 de octubre de 1981. Ha sido el único operativo hasta 2005.
Se trata de la empresa más importante radicada en Torrelodones y la que emplea a un mayor número de vecinos de esta localidad, con una plantilla de más de 750 trabajadores.[cita requerida]
El 14 de octubre de 2022, coincidiendo con su 41 aniversario, el grupo estrena imagen y nombre de grupo pasando a denominarse «Gran Madrid». De esta manera, cada sede pasa a llamarse:
Gran Madrid Casino Torrelodones, Gran Madrid Casino Colón, Gran Madrid Casino Torrequebrada, Gran Madrid Casino Online.

## Instalaciones
El edificio donde tiene sus instalaciones Gran Madrid Casino Torrelodones es de estilo funcional y tiene una superficie de unos 8000 m². Se encuentra en el centro de una parcela de 60 000 m², que cuenta con varios aparcamientos y una zona ajardinada, con diferentes ornamentos, entre los que cabe destacar una fuente, presidida por una escultura de Santiago de Santiago.[cita requerida]
La construcción original, que supuso una inversión de unos 2000 millones de pesetas (unos 12 millones de euros), ha sido objeto de varias reformas y ampliaciones, hasta configurar la oferta actual de cuatro salas de juego (de entre 70 y 230 m²), varios salones de máquinas  de azar, ruletas, mesas de blackjack, punto y banca  y poker cash. Además, cuenta con el espacio Cubik, un gastroclub que se compone de cuatro ambientes distintos: un restaurante, un bufé, un bar y un espacio con cócteles y cachimbas. Además cuenta con una sala polivalente en la que se celebran torneos de póquer, conciertos y veladas de boxeo. 
El casino pertenece al Grupo Gran Madrid, que también gestiona y explota el Casino Colón, en la ciudad de Madrid, Casino Torrequebrada, en Benalmádena (Málaga) y Gran Madrid Casino Online.

## Juego en línea
El 17 de mayo de 2011, Gran Madrid recibe la homologación de la Comunidad de Madrid para operar de forma legal como casino en línea, convirtiéndose en el primer casino en línea legal de España. El 27 de octubre del mismo año, Gran Madrid presenta su casino en línea.